# Венерин волос
«Венерин волос» — роман-коллаж Михаила Шишкина, написанный в Цюрихе и Риме в 2002—2004 годах. Печатался в журнале «Знамя» в 2005 году и в том же году вышел отдельным изданием. Удостоен премии «Национальный бестселлер».

## Материал, послуживший базой дла книги

Юрьева в молодости

Значительная часть романа построена как допрос. Михаил Шишкин работал переводчиком для иммиграционных властей Швейцарии, которые рассматривали просьбы о предоставлении политического убежища. Власти пытались определить, какой рассказ подлинный, а какой случился с другим человеком или выдуман. Иногда в переводчике нуждались и заключённые. Судьба самого переводчика (в романе «толмач») и рассказы беженцев составляют источник значительной части романа.
Источником другой части романа явилась жизнь певицы Изабеллы Юрьевой (1899—2000), охватывающая весь XX век. Биография Юрьевой изучена мало, хотя певица пользовалась большой популярностью. Роман не ставит задачу написать биографию певицы, скажем, изменены профессии и национальность родителей, но точно воссоздаёт эпоху, например, провинциального Ростова-на-Дону в начале XX века, где прошло детство Юрьевой.
Книга содержит также детали из жизни самого писателя: детство в коммуналке в Староконюшенном переулке, отец — фронтовик, моряк-подводник, ставящий на старый проигрыватель пластинку Изабеллы Юрьевой, работа учителем, публикация первого рассказа в журнале, брак и развод с швейцаркой, у которой погиб первый муж (она и первый муж называются в романе Изольда и Тристан) и др.

## Содержание
Название книги происходит от растения венерин волос (Adiantum capillus-veneris) и обладает символическим значением — любовь, пронизывающая всё сущее и закономерно, что значительная часть действия происходит в Италии, где венерин волос растёт повсеместно.
Рассказчик и протагонист книги («толмач») работает переводчиком в иммиграционной службе Швейцарии. По службе ему приходится целый день выслушивать рассказы россиян, ходатайствующих о предоставлении политического убежища. При этом властям надо определить, какие из рассказов подлинные, а какие — вымышлены. Беженцы рассказывают типовые истории: «попали в Цюрих из Чечни, из детского дома, из тюрьмы, их дом сожгли, их родителей убили, их насиловали черенком метлы в задний проход, их детей расстреливали в упор».

Из рассказов беженцев складывается безрадостный образ России как страны тотального насилия. Приведены истории солдата, воевавшего в Афганистане и ставшего жертвы дедовщины, честного милиционера, «опущенного» заключённого, любовная драма современных Дафниса и Хлои (тунгуса и орочки) и много других. Рассказы беженцев постепенно усложняются, переплетаются с голосами из прошлого рассказчика и историями из других эпох (как «Анабасис» Ксенофонта, который читает рассказчик). Сюжетная линия из жизни самого толмача и его первой возлюбленной также излагается в виде вопросов и ответов, возникает эффект полифонии (многоголосья).  

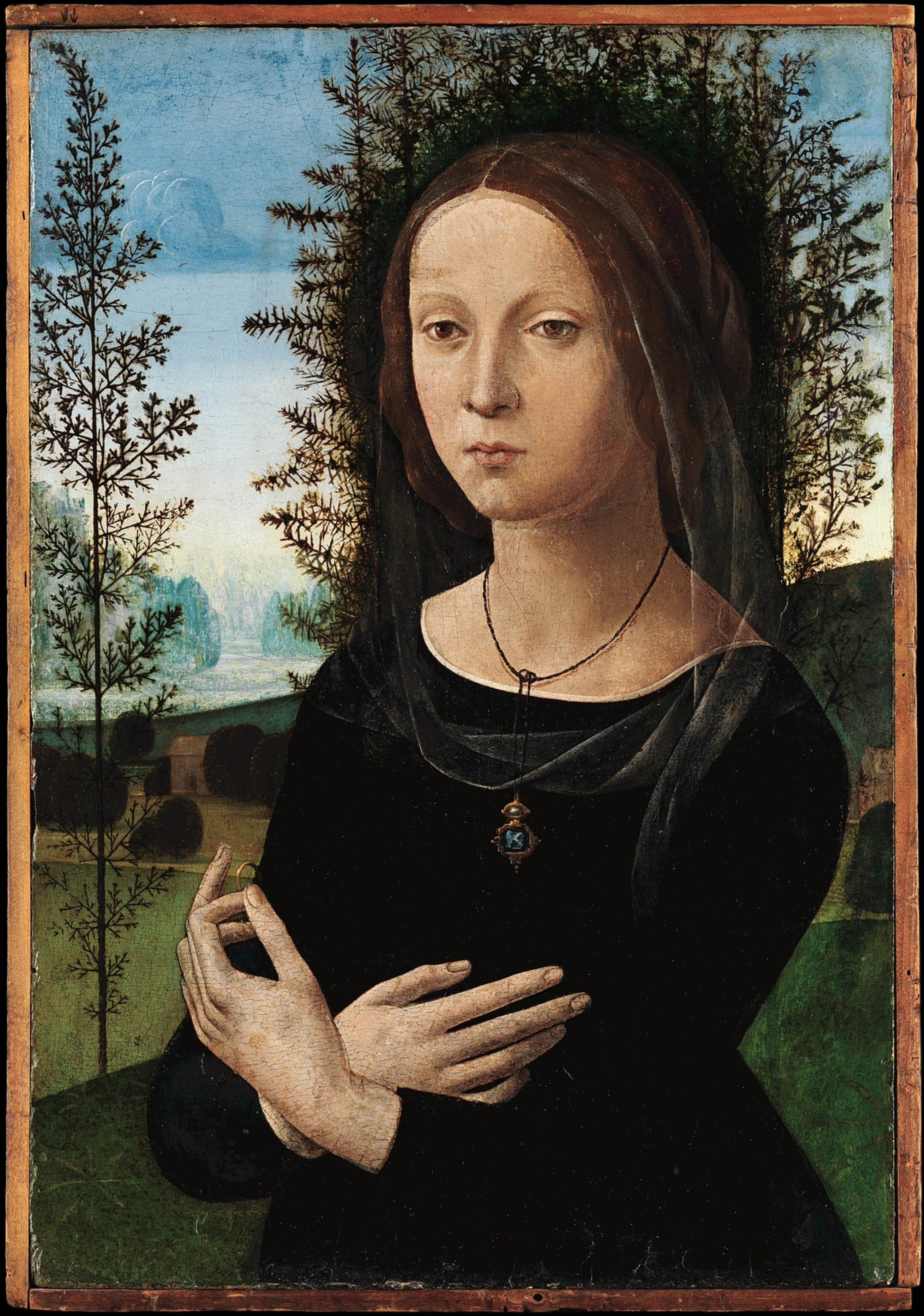
Kартина Лоренцо ди Креди (1456—1536) «Портрет женщины». Упоминается в романе как портрет героини романа орочки, условно названной Хлоей. Помещён на обложку издания АСТ

Когда-то толмачу поручили написать биографию Беллы, забытой певицы начала века, взять интервью и напомнить о ней — «воскресить певицу из мёртвых». Ему удалось получить дневники певицы, доведённые до 1936 года. Содержанием незамысловатых внутренних монологов Беллы является любовь к разным лицам. Почти столетняя женщина вспоминает о Первой мировой и Гражданской войнах, о первом поцелуе и сценическом дебюте.
Толмач, в свою очередь, вспоминает брак и развод со швейцаркой («Изольдой»), которая не смогла смириться со смертью первого мужа («Тристана»). О своей жизни толмач подробно рассказывает в фантасмагорических письмах к вымышленному или утраченному сыну («Навуходонозавру»). Фигуры из прошлого (например, учительница-зоологичка) неожиданно появляются в настоящем рассказчика. Он приходит к выводу об относительности всего сущего — о правдивости всех в мире историй, которые с кем-то когда-то да происходили, и о том, что добро и зло в мире компенсируют друг друга:
Если где-то война, то тем более нужно жить и радоваться, что ты не там. И если кого-то любят, то всегда будет тот, кого никто не любит. И если мир несправедлив, то всё равно нужно жить и радоваться, что не сидишь в вонючей камере, а идёшь на свадьбу. Радоваться! Наслаждаться!

## Автор о романе
Предыдущий роман Шишкина, «Взятие Измаила», говоря словами самого автора, повествует «о взятии жизни, о преодолении смерти собиранием „коллекции слов“ и рождением ребёнка». В «Венерином волосе» мотив преодоления смерти словом получил дальнейшее развитие, на что указывает предпосланный ему эпиграф из ветхозаветного апокрифа: «Ибо словом был создан мир, и словом воскреснем». Соответственно, обложка первого отдельного издания романа воспроизводит фреску «Воскрешение плоти» Луки Синьорелли из собора Орвието, упомянутую в книге.
Вместе с тем, название книги и её центральный образ свидетельствуют о том, что в «Венерином волосе» автора занимает преодоление смерти любовью, что он и сам подтвердил в интервью. Шишкин признаёт, что по сравнению с предыдущими романами в «Венерином волосе» картина мира становится более глобальной, а Россия отступает на второй план как лишь один «маленький кусочек Божьего мира». Работа со словом и написание книги позволяют преодолеть не смерть, как казалось раньше, а время: «Главный враг — это время. Нужно бороться со временем, преодолевать время».

## Критика
Как отмечает Наталья Иванова, «Венерин волос» был принят в России менее благосклонно, чем предыдущая книга автора. Евгений Лесин назвал его вычурной чернухой. Лев Данилкин счёл новый роман пресным. Историк авангарда Глеб Морев объяснил «удручающую» критическую реакцию некомпетентностью «критического цеха». По-прежнему критики отмечали эрудицию автора, виртуозность техники монтажа и недосягаемый уровень работы с языком. Метафора жизни как дознания в форме чередующихся вопросов и ответов напомнили Дмитрию Быкову о соответствующей главе «Улисса». В итоге роман получил престижные литературные премии: «Национальный бестселлер» (2005) и «Большая книга» (третье место, 2006) и породил большое количество отзывов.
Коллажная техника романа также породила дискуссию о том, где проходит граница между коллажем и плагиатом. Начало ей положил Александр Танков, опознавший в дневнике певицы выдержки из мемуарной книги Веры Пановой «Моё и только моё». Также обращалось внимание, что в романе «Толмач» Михаил Гиголашвили уже изобразил работу переводчика, допрашивающего соискателей убежища. Сам Гиголашвили объяснил сходство сюжетных линий двух книг сходством судеб их авторов.

## Награды
- Премия Андрея Белого «Национальный бестселлер» (2005)[35]
- «Большая книга» (3-е место, 2006)[36]
- Шорт-лист премии Бунина (2006)[37]
- Grinzane Cavour Prize (2007, итальянский перевод)[37]
- Halpérine-Kaminski Prize for the Best Translation (2007) (Laure Troubeckoy, французский перевод)[37]
- Перевод на немецкий Андреаса Третнера удостоен в 2011 году Международной литературной премии берлинского Дома культуры народов мира[38][39]
- Премия Йохана Максимовича[серб.]  за лучший перевод на сербский (Liubinka Milinchich, 2007)[40]
- Премия издательства «Народная литература» «Лучшая иностранная книга года» за перевод на китайский[41][42]

## Переводы
На начало 2025 года роман переведен на следующие языки:
- датский,
- сербский,
- финский,
- польский,
- арабский,
- шведский,
- немецкий,
- эстонский,
- греческий,
- литовский,
- румынский,
- словенский
- китайский
- английский,
- норвежский,
- голландский,
- итальянский,
- французский[43][40][44]

.
Переводы романа были тепло встречены критикой. Книга имела в Германии большой успех, как у критиков (писавших о «романе впечатляющей сложности и обворожительного многообразия»), так и на прилавках, с отдельными отрицательными отзывами.

## Постановки
В 2006 году Евгений Каменькович поставил по роману «Венерин волос» в Московском театре «Мастерская П. Фоменко» спектакль «Самое Важное», оцененный самим писателем как «огромная удача».Спектакль получил награду «Хрустальная Турандот» в качестве лучшего спектакля 2007 года и был номинован на «Золотую маску». Ряд исполнительниц стали в 2008 лауреатами Специальной премии жюри драматического театра и театра кукол за роли в спектакле. 

## Издания
- Михаил Шишкин. Венерин волос. — Вагриус, 2007. — 480 с. — 5000 экз. — ISBN 978-5-9697-0351-3.
- Михаил Шишкин. Венерин волос. — «АСТ»/«Астрель», 2010. — 544 с. — 5000 экз. — ISBN 5-17-069377-1. Архивировано 24 декабря 2010 года.